# Grevenstein (Adelsgeschlecht)

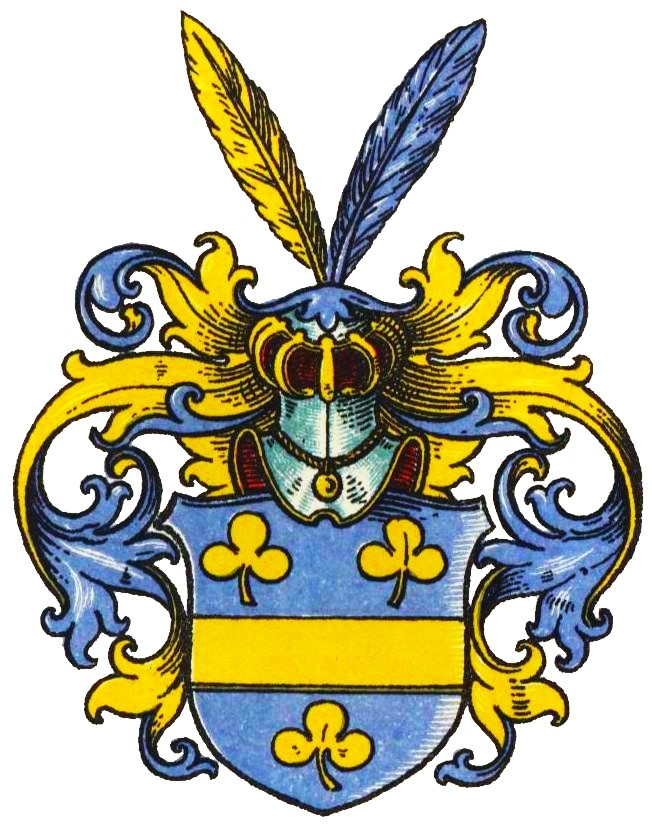
Wappen derer von Grevenstein (Grebenstein) im Wappenbuch des Westfälischen Adels

Grevenstein (auch Grebenstein o. ä.) ist der Name eines erloschenen hessisch-westfälischen Adelsgeschlechts.

## Geschichte
Das Geschlecht zählte zum Paderborner Adel. Seinen Namen hatte es von der Stadt Grebenstein im Landkreis Kassel in Nordhessen. Ab Mitte des 14. Jahrhunderts trat die Familie in Geseke auf. Kurz nach dem Dreißigjährigen Krieg erhielt die Familie eine Adelserneuerung.
Johann Grevenstein studierte Rechtswissenschaften und promovierte 1631. Er erwarb das Paderborner Bürgerrecht und war 1638–1641 Paderborner Bürgermeister. Danach zog er sich auf sich aus der Stadt zurück und ließ sich auf Gut Engar nördlich von Warburg nieder. Ihm und seinen Nachkommen gelang es die umstrittenen Besitzrechte an Engar zu sichern und das hochverschuldete Gut finanziell zu konsolidieren. Auf Johann Grevenstein folgten die 1737 bereits verstorbenen Eheleute Hauptmann Johann von Grevenstein und Gertrud Elisabeth geb. von Papen. Ihre Kinder, Heinrich Leopold von Grevenstein († 1747) und seine Schwestern Wilhelmine Judith von Grevenstein (1737 Witwe des Dr. Henkenius aus Münster) und Eva Katharina von Grevenstein (Ehefrau des paderbornischen Quartiermeister Johann Schlüter),  erbten die elterlichen Familiengüter zu Engar.
Kapitän Heinrich Leopold von Grevenstein erhielt 1724 eine kaiserliche Adelsbestätigung mit rittermäßigem Adelsstand. Er war in erster Ehe mit Anna Agnes von Wesseler genannt Papen (* 1706) und in zweiter Ehe mit Eleonore Christina von Uterwick (* 1726), Witwe des Adam Ludwig Christian Spiegel zu Desenberg, verheiratet, hinterließ jedoch keine männliche Nachkommen, so dass das Geschlecht mit ihm 1747 im Mannesstamm ausstarb. Die Letzte des Geschlechts war Erbtochter Anna Sophia Elisabeth von Grevenstein († 1782), Tochter aus Heinrich Leopold von Grevensteins erster Ehe und Ehefrau des Friedrich Wilhelm Franz von Schade zu Haus Bockum, mit deren Tod das seit 1647 besessene Familiengut Engar an die von Schade fiel.

## Wappen
Blasonierung: In Blau ein goldener Balken begleitet von drei (2:1) goldenen Kleeblättern. Auf dem Helm mit blau-goldenen Helmdecken eine goldene und eine blaue Reiherfeder (auch Straußenfedern).